# Индијана Џоунс и артефакт судбине
Индијана Џоунс и артефакт судбине (енгл. Indiana Jones and the Dial of Destiny) је амерички акционо-авантуристички филм из 2023. године, режисера Џејмса Менголда, који је и написао сценарио заједно са Џезом Батервортом, Џон-Хенријем Батервортом и Дејвидом Кепом. Наставак је филма Индијана Џоунс и краљевство кристалне лобање (2008) и пети је и последњи филм у серијалу. У насловној улози је Харисон Форд који репризира своју улогу Индијане Џоунса, док су у осталим улогама Фиби Волер Бриџ, Антонио Бандерас, Џон Рис Дејвис, Тоби Џоунс, Бојд Холбрук и Мадс Микелсен. Радња филма је смештена у 1969. годину, и прати Индијану Џонса и његово отуђено кумче Хелену Шо који покушавају да пронађу уређај који би могао да промени ток историје пре него што Јирген Фолер, научник из НАСА-е и бивши нациста, успе да га придобије за себе и промени исход Другог светског рата.
Џорџ Лукас је започео истраживање потенцијалних филмских идеја 2008. године, иако је пројекат годинама остао на чекању. Он је предао пројекат продуценткињи Кетлин Кенеди 2012. године, када је она постала председница Лукасфилма. Развитак петог филма остао је на чекању док је компанија радила на новим филмовима у франшизи Ратови звезда. Дејвид Кеп је на крају ангажован да напише сценарио за пети филм 2016. године, са датумом изласка постављеним за 2019. годину, иако је то неколико пута одлагано због преправки сценарија. Џонатан Касдан је ангажован да замени Кепа 2018. године, а Кеп је поново радио на сценарију 2019. године, пре него што је на крају напустио пројекат. Стивен Спилберг је првобитно требало да режира филм, али се повукао 2020. године, а Менголд је заузео место режисера. Снимање филма је почело у јуну 2021, а завршено је у фебруару 2022. године. Филм је сниман у Уједињеном Краљевству, Италији и Мароку. Са буџетом од 295 милиона долара, најскупљи је филм у серијалу, и један је од најскупљих филмова икада снимљених.
Филм је премијерно приказан 18. маја 2023. на Канском филмском фестивалу, док је у америчким биоскопима објављен 30. јуна исте године. Било је од помешаних до позитивних оцена од критичара, који су похвалили глуму, режију, музику и акционе сцене, али су критиковали дуго време трајања и претерану употребу рачунарски генерисаних ефеката. Није остварио финансијски успех, зарадивши само 384 милиона долара широм света.

## Радња
Године 1944, нацисти су ухватили Индијану Џоунса и оксфордског археолога Базила Шоа док су покушавали да украду Лонгиново копље из замка у француским Алпима. Астрофизичар Јирген Фолер обавештава своје претпостављене да је копље лажно, али да је пронашао половину Архимедовог артефакта, механизма са Антикитере, који открива временске пукотине, тиме омогућавајући путовање кроз време. Џоунс бежи у воз пун украдених антиквитета и ослобађа Базила. Он узима артефакт, након чега њих двојица искачу из воза непосредно пре него што га савезничке снаге избаце из шина.
Године 1969, остарели Џоунс одлази у пензију са Хантер колеџа у Њујорку. Супруга Марион га је недавно напустила и поднела захтев за развод због његове депресије, након што је њихов син Мат погинуо у Вијетнамском рату. Џоунсово кумче, археолошкиња Хелена Шо, неочекивано долази у посету, тврдећи да жели да истражи артефакт. Џоунс упозорава да је њен покојни отац Базил постао опседнут проучавањем артефакта пре него што му га је препустио да га уништи, што он никада није учинио.
Док Џоунс и Хелена узимају половину артефакта из архиве колеџа, Фолерови саучесници их нападају. ЦИА помаже Фолеру, који је сада научник НАСА, познат под именом „Др Шмит”. Хелена, откривена као шверцерка антиквитета, бежи са артефактом да би га продала на црном тржишту. Џоунсу су подметнута убиства двоје колега, што га приморава да бежи кроз параду поводом слетања Апола 11 на Месец, затим кроз антиратни протест. Он тражи помоћ свог старог пријатеља Салаха, сада њујоршког таксисте.
Салах претпоставља да ће Хелена вероватно продати артефакт на аукцији у Тангеру, па помаже Џоунсу да побегне из земље. У хотелу у Тангеру, Џоунс омета Хеленину илегалну приватну аукцију, али Фолер и његове присталице долазе и краду артефакт. Џоунс, Хелена и њен помоћник тинејџер Теди Кумар јуре их улицама у тук-туку. ЦИА пресреће Фолера, пошто га се америчка одрекла, али његови људи убијају агенте и краду њихов хеликоптер.
Џоунс, Хелена и Теди прате Фолера до Грчке и удружују се са Џоунсовим старим пријатељом, Реналдом, професионалним рониоцем. Вођени Базиловим истраживањем, они зароне до древне олупине брода у Егејском мору и извлаче „графикос” таблицу која садржи упутства до друге половине артефакта. Долази Фолер и убија Реналда. Џоунсова група успева да побегне и креће на Сицилију, а Фолер их прати.
Унутар пећине Дионисијево уво, Џоунс и Хелена проналазе Архимедову гробницу, другу половину артефакта и ручни сат из 20. века на Архимедовом скелету. Фолер се појављује и заробљава Џоунса, ранивши га. Хелена и Теди беже и јуре Фолера. Након што је саставио артефакт, Фолер открива своје планове да путује кроз време уназад до 1939. године како би убио Адолфа Хитлера и помогао Немачкој да победи у Другом светском рату. На аеродрому, Фолер активира артефакт и лоцира временску пукотину на небу. Џоунс је заробљен у Фолеровом украденом авиону док се Хелена укрцава кроз стајни трап. Теди их прати у другом авиону.
Како се приближавају пукотини, Џоунс схвата да је померање континената могло да промени координате временске линије. Уместо у 1939. годину, они стижу у опсаду Сиракузе 212. године п. н. е. Зараћене војске обарају Фолеров авион, верујући да је змај. Џоунс и Хелена скачу падобраном непосредно пре него што се авион сруши, убијајући све нацисте, док Теди безбедно слеће. Архимед проналази Фолерово тело и ручни сат у олупини. Даје Џоунсу артефакт, али одлучује да задржи сат. Џоунс и Хелена сазнају да је Архимед креирао артефакт да доведе његове кориснике из будућности кроз пукотине које воде само до 212. године п. н. е. Док пукотина почиње да се урушава, Џоунс изражава жељу да остане, осећајући да нема чему да се врати у будућности. Хелена га, у страху од временског парадокса, нокаутира.
Џоунс, који се опоравља, буди се у свом стану 1969. године, а Хелена, Теди, Салах и Марион су такође ту. Марион и Џоунс се мире.

## Улоге
| Глумац            | Улога                           |
| ----------------- | ------------------------------- |
| Харисон Форд      | др Хенри „Индијана” Џоунс Млађи |
| Фиби Волер Бриџ   | Хелена Шо                       |
| Мадс Микелсен     | Јирген Фолер                    |
| Антонио Бандерас  | Реналдо                         |
| Џон Рис Дејвис    | Салах                           |
| Тоби Џоунс        | Базил Шо                        |
| Бојд Холбрук      | Клабер                          |
| Етан Исидор       | Теди Кумар                      |
| Шонет Рене Вилсон | Мејсон                          |
| Томас Кречман     | пуковник Вебер                  |
| Карен Ален        | Марион Рејвенвуд                |